# Sebastiania chaetodonta
Sebastiania chaetodonta är en törelväxtart som beskrevs av Johannes Müller Argoviensis. Sebastiania chaetodonta ingår i släktet Sebastiania och familjen törelväxter. Inga underarter finns listade i Catalogue of Life.